# Total: 2
TOTAL: 2 [Мой мир] — второй альбом группы Total, вышедший в 2006 году.
До выхода альбома группа выпустила песню «Небесные тела» в эфире радио Максимум и анимационный клип на песню «Шива» в эфире музыкальных ТВ-каналов — Муз-ТВ и MTV.
Оба варианта альбома (студийный «TOTAL: 2 [Мой мир]» 2006 года и концертный «TOTAL: 2 [live]» 2007 года) считаются незамеченными в мире музыки. Две песни этого альбома написал Макс Фадеев («Шива» и «Прости»).
Презентация альбома прошла 6 декабря в московском клубе «16 тонн».

## Список композиций
1. In — 2:24
2. Мой мир — 4:29
3. Попала — 3:50
4. Искры — 4:12
5. Просто жить — 4:14
6. Жалко — 3:36
7. Шива — 3:40
8. Круто — 4:17
9. Небесные тела — 4:04
10. Прости — 4:15
11. Зима — 4:06
12. Пою — 4:22
13. Out — 1:28